# La Martinica, Nautla
La Martinica är en ort i Mexiko.   Den ligger i kommunen Nautla och delstaten Veracruz, i den sydöstra delen av landet, 250 km öster om huvudstaden Mexico City. La Martinica ligger 42 meter över havet och antalet invånare är 514.
Terrängen runt La Martinica är kuperad åt sydost, men åt nordväst är den platt. Runt La Martinica är det ganska tätbefolkat, med 144 invånare per kvadratkilometer. Närmaste större samhälle är Misantla, 13,9 km söder om La Martinica. Omgivningarna runt La Martinica är en mosaik av jordbruksmark och naturlig växtlighet.